# You Have Placed a Chill in My Heart
You Have Placed a Chill in My Heart è un singolo del gruppo musicale britannico degli Eurythmics del 1988, estratto dal loro album di inediti Savage del 1987.

## Descrizione
È stato scritto dai membri del duo Annie Lennox e David A. Stewart e prodotto da Stewart. Fu pubblicato come quarto singolo in Regno Unito e come secondo singolo negli Stati Uniti.
Il  brano è accompagnato da una drum machine ed è una ballata per lo più synthpop. Liricamente, Lennox canta del radunare il potere per poter lasciare un rapporto distruttivo con un amante che non restituisce l'affetto che lei merita ("... una donna è semplicemente troppo stanca per pensare / sui vecchi piatti sporchi nel lavandino della cucina").
You Have Placed a Chill in My Heart è stato l'unico singolo da Savage per raggiungere la Top 20 nel Regno Unito, piazzandosi al numero 16 (il dodicesimo complessivo del duo).

## Video musicale
Il video della canzone continua il concetto diretto da Sophie Muller (visto in precedenza nei video per i singoli Beethoven (I Love to Listen To) e I Need a Man, e nella maggior parte del video album Savage).

## Classifiche
| Classifica (1988) | Posizione più alta |
| ----------------- | ------------------ |
| Regno Unito       | 16                 |
| Canada            | 55                 |
| Billboard Hot 100 | 64                 |
| Irlanda           | 15                 |
| Nuova Zelanda     | 31                 |